# 奈良仏師
奈良仏師（ならぶっし）は、平安時代末期（11世紀末期）頃から、興福寺に拠点を置いて活動した仏師集団。御寺仏師、南都仏師、南京仏師などともいう。

## 概要
天平彫刻や定朝様の伝統を身につけつつ、京都とは異なる独自の作風を生み出した。平家没落後は武士に敬遠された京都の仏師たちとは異なり、鎌倉幕府の庇護を受けて発展し、定朝の孫とされる頼助を始祖として康助、康朝、成朝と父子相承したが、成朝以降は直系が途絶え、慶派の康慶や善派の善慶に継承された。
時は下って、豊臣秀吉の命で、金峯山寺の蔵王権現立像や、方広寺大仏（京の大仏）の造仏にあたった奈良仏師の宗貞・宗印兄弟は、自らが造仏した仏像の胎内銘に自身の肩書として「南都大仏師」と署名している。